# Classique de Saint-Sébastien 2007
La 27e édition de la course cycliste Classique de Saint-Sébastien a lieu le 4 août 2007. Elle a été remportée par l'Italien Leonardo Bertagnolli. Il a été néanmoins été déclassé en 2012, sans que sa victoire ne soit réattribuée.
La course disputée sur un parcours de 225 kilomètres est l'une des manches de l'UCI ProTour 2007.

## Classement
| #   | Coureur            | Équipe                |    | Temps           |
| --- | ------------------ | --------------------- | -- | --------------- |
| DSQ | Non attribué       | Liquigas              | en | 5 h 12 min 42 s |
| 2   | Juan Manuel Gárate | Quick Step-Innergetic | +  | 0 s             |
| 3   | Alejandro Valverde | Caisse d'Épargne      |    | 18 s            |
| 4   | Alessandro Ballan  | Lampre-Fondital       |    | 18 s            |
| 5   | Carlos Barredo     | Quick Step-Innergetic |    | 18 s            |
| 6   | Mikel Astarloza    | Euskaltel-Euskadi     |    | 18 s            |
| 7   | Carlos Sastre      | Team CSC              |    | 18 s            |
| 8   | Íñigo Landaluze    | Euskaltel-Euskadi     |    | 28 s            |
| 9   | Xavier Florencio   | Bouygues Telecom      |    | 28 s            |
| 10  | Giovanni Visconti  | Quick Step-Innergetic |    | 37 s            |